# Yang Zhe
Yang Zhe (en chino: 楊哲; Chaoyang, 14 de julio de 1991) es un deportista chino que compite en halterofilia.
Ganó dos medallas en el Campeonato Mundial de Halterofilia, plata en el 2018 y bronce en 2019, ambas en la categoría de 109 kg. Participó en los Juegos Olímpicos de Río de Janeiro 2016, ocupando el cuarto lugar en la categoría de 105 kg.
En abril de 2021 estableció una nueva plusmarca mundial en arrancada de la categoría de 109 kg (200 kg).

## Palmarés internacional
| Campeonato Mundial | Campeonato Mundial     | Campeonato Mundial | Campeonato Mundial |
| Año                | Lugar                  | Medalla            | Categoría          |
| ------------------ | ---------------------- | ------------------ | ------------------ |
| 2018               | Asjabad (Turkmenistán) | Medalla de plata   | 109 kg             |
| 2019               | Pattaya (Tailandia)    | Medalla de bronce  | 109 kg             |